# Lakadongia
Lakadongia es un género de foraminífero bentónico considerado un sinónimo posterior de Setia de la subfamilia Lepidorbitoidinae, de la familia Lepidorbitoididae, de la superfamilia Orbitoidoidea, del suborden Rotaliina y del orden Rotaliida. Su especie tipo era Lakadongia indica. Su rango cronoestratigráfico abarcaba el Thanetiense (Paleoceno superior).

## Clasificación
Lakadongia incluía a la siguiente especie:
- Lakadongia indica †